# Mehdi Hasheminasab
Pour les articles homonymes, voir Mehdi.
Mehdi Hasheminasab est un footballeur iranien né le 27 janvier 1974 à Abadan.

## Palmarès
- 1996 - Champion d'Iran de football - (Pirouzi Téhéran)
- 1999 - Champion d'Iran de football - (Pirouzi Téhéran)
- 1999 - Coupe d'Iran de football - (Pirouzi Téhéran)
- 2000 - Champion d'Iran de football - (Pirouzi Téhéran)
- 2000 - Coupe d'Iran de football - (Esteghlal Téhéran)
- 2001 - Champion d'Iran de football - (Esteghlal Téhéran)
- 2002 - Coupe d'Iran de football - (Esteghlal Téhéran)